# Rafał Zawierucha

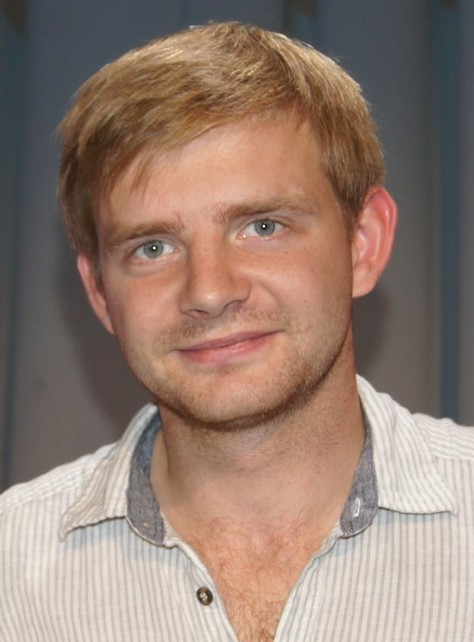
Rafał Zawierucha (2012)

Rafał Zawierucha (* 12. Oktober 1986 in Krakau, Polen) ist ein polnischer Schauspieler.

## Leben
Zawierucha wuchs unweit des Heiligkreuzgebirges auf. Nach seinem Abitur absolvierte er die Aleksander-Zelwerowicz-Theaterakademie in Warschau. Sein Debüt als Schauspieler gab er 2009 in mehreren polnischen Fernsehproduktionen, mit teils wiederkehrenden Rollen in Telenovelas. Es folgten kleinere Rollen in polnischen Kinofilmen, darunter im Historiendrama Warschau ’44. 2019 wurde Zawierucha als Roman Polański in Quentin Tarantinos Kinofilm Once Upon a Time in Hollywood erstmals einem breiteren Publikum bekannt.

## Filmografie (Auswahl)
- 2014–2016: Przyjaciólki (Fernsehserie, 8 Folgen)
- 2011–2013: Przepis na zycie (Fernsehserie, 31 Folgen)
- 2019: Once Upon a Time in Hollywood
- 2020: Mistrz
- 2021: The Getaway King
- 2022: Dark Sea – Gefangen in der Tiefe (Orzeł. Ostatni patrol)